# Pajas Blancas (Argentina)
Pajas Blancas es un barrio de la localidad de Río Ceballos, Argentina ubicada en el departamento Colón, provincia de Córdoba, a 25 km al norte de la capital provincial y a 5 km al este de la ciudad de Unquillo, y a 8 km de la ciudad de Río Ceballos.
Se encuentra a un costado de la ruta E53, también conocida como Camino a Pajas Blancas (desde los años 2000 es una autovía), que vincula la capital provincial con Río Ceballos, y por tanto con toda la región de las Sierras Chicas.
El barrio Pajas Blancas cuenta con una escuela primaria, Bernardino Rivadavia, situada al otro lado de la ruta. Los pobladores cruzan la carretera por una pasarela peatonal elevada.
En el lugar se encuentra un importante frigorífico que faena carne vacuna para exportación y da empleo a unas 450 personas.  Hay además, dos criaderos de pollos.
Por otra parte, 12 km hacia el sur de este barrio, y sobre la misma carretera, se encuentra ubicado el Aeropuerto Internacional de la ciudad de Córdoba, Ing. Ambrosio Taravella, que antes de recibir este nombre era conocido como Aeropuerto Pajas Blancas.
También cercano al Aeropuerto, estaba ubicada la fáctoría de Industrias Ferroni, cerrada en 1995.

## Población
Cuenta con 96 habitantes (Indec, 2010), lo que representa un descenso del 11,9% frente a los 109 habitantes (Indec, 2001) del censo anterior.